# Ślepcy
Ślepcy (niderl. De parabel der blinden) – obraz niderlandzkiego malarza Pietera Bruegla (starszego), znanego także pod tytułami Przypowieść o ślepcach, oraz Ślepcy prowadzący ślepców. Został namalowany w 1568, obecnie znajduje się w Museo di Capodimonte w Neapolu. Dzieło to jest namalowane techniką temperową na płótnie i ma wymiary 85,5 × 154 cm.

## Tło tematyczne
Obraz prawdopodobnie namalowano w oparciu o cytaty biblijne pochodzące z przypowieści o ślepcach z Nowego Testamentu: 

Zostawcie ich! To są ślepi przewodnicy ślepych. Lecz jeśli ślepy ślepego prowadzi, obaj w dół wpadną.

Tak więc znaczenie obrazu, zgodne z ewangeliczną przypowieścią mówi, że: Ludzie, którzy prowadzeni są przez zaślepionych przywódców zawsze źle skończą. Jednak nie jest do końca pewne, iż obraz namalowano właśnie w oparciu o Przypowieść o ślepcach, gdyż do dzisiaj poglądy polityczne i religijne Pietera Bruegla pozostają tylko domysłem. Autor mógł odwoływać się także do wydarzenia, które miało miejsce około 70 lat wcześniej przed namalowaniem obrazu, wygnania Żydów z Hiszpanii, którzy wówczas znaleźli schronienie m.in. w Holandii, gdzie mieszkał i pracował Pieter Bruegel.

## Opis
Obraz przedstawia grupę sześciu ślepych mężczyzn posuwających się do przodu, jeden za drugim. Ślepcy odziani są w podróżne szaty, trzymający kije, które pozwalają im na wzajemne się prowadzenie. W głębi obrazu znajdują się chłopskie chałupy i kościół – jest to kościół św. Anny w Sint-Anna-Pede (w Itterbeek w gminie Dilbeek w Belgii), jednak niewidomi podróżnicy wspólnie go omijają. Na obrazie dostrzegamy, że niewidomy przewodnik prowadzący grupę ślepców przewraca się i wpada do rowu, pociągając za sobą pozostałych niczego nieświadomych piechurów.
Pieter Bruegel namalował oczy ślepców w tak dokładny sposób, że współcześni okuliści, po zapoznaniu się z dziełem, byli w stanie wyróżnić pięć różnych chorób oczu na tym obrazie.

## Nawiązania
Obraz amerykańskiego malarza Johna Singera Sargenta Gassed z 1919 nawiązuje do obrazu Ślepcy.
Obraz stał się inspiracją dla utworu Jacka Kaczmarskiego „Przypowieść o ślepcach”. Była to pierwsza z licznych ekfraz w jego twórczości.